# Melomys obiensis
Melomys obiensis is een knaagdier uit het geslacht Melomys dat voorkomt op Obi en Bisa in de Molukken. Hij leeft voornamelijk op de grond, maar klimt ook in bomen om voedsel te verzamelen. Deze soort is mogelijk verwant aan de Australische M. cervinipes en aan M. fraterculus uit Ceram.
De rug is roodachtig, de onderkant wit. De staart is tweekleurig, de onderkant is lichter dan de bovenkant. Per centimeter zitten er op de staart veertien schubben, waar steeds drie haren uit komen. De kop-romplengte bedraagt bijna 130 mm, de staartlengte 150 à 175 mm, de achtervoetlengte 25 à 30 mm, de oorlengte ruim 15 mm en het gewicht 68 tot 74 gram. Vrouwtjes hebben 0+2=4 mammae.